# Spreewitz
Spreewitz, obersorbisch Sprjejcy, ist seit 1996 ein Ortsteil der Gemeinde Spreetal im Landkreis Bautzen in Sachsen. Es zählt zum offiziellen sorbischen Siedlungsgebiet in der Oberlausitz. Im ursprünglich sorbischsprachigen Spreewitzer Kirchspiel hatte sich mit dem Spreewitzer Dialekt ein sorbischer Grenzdialekt herausgebildet.

## Geographie

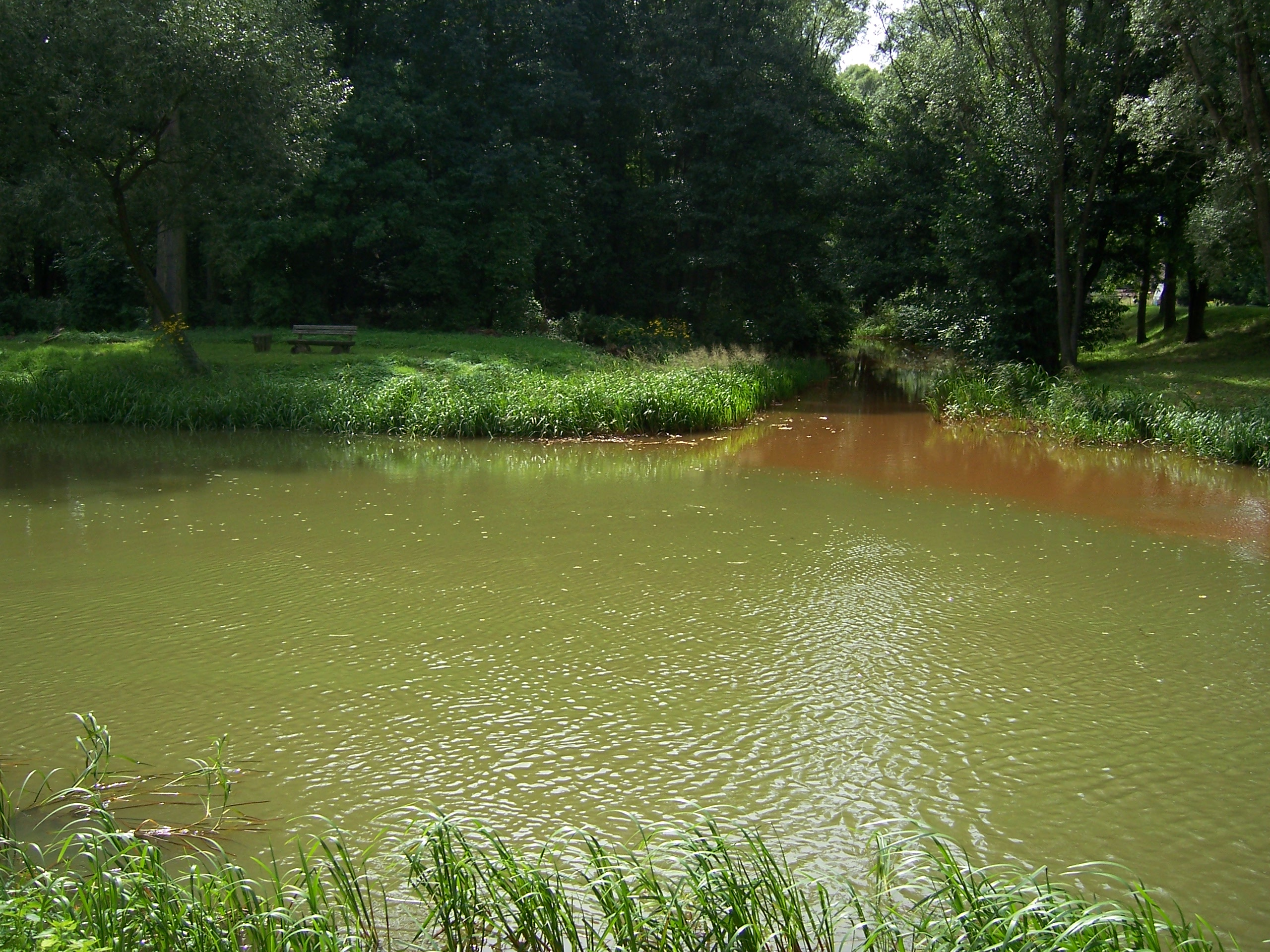
Zusammenfluss von Großer und Kleiner Spree

Spreewitz liegt im Zentrum eines gedachten Dreiecks Hoyerswerda–Spremberg–Weißwasser an der alten Straße zwischen Spremberg und Hoyerswerda in einer dicht bewaldeten Landschaft. Angrenzende Ortschaften sind Zerre im Norden, Neustadt im Südosten, Burgneudorf im Süden, die Siedlung Spreetal im Westen und Schwarze Pumpe im Nordwesten. Ein Teil des Industrieparks Schwarze Pumpe liegt auf Spreewitzer Flur.
Im Ort vereinigen sich die beiden Spreearme der Kleinen und der Großen Spree wieder zu einem Fluss.

## Geschichte
Die erste bekannte urkundliche Nennung Spreewitz’ erfolgt im Jahr 1568 in einem Urbarium der Standesherrschaft Hoyerswerda. Der Ortsname leitet sich im Deutschen wie im Sorbischen von der Ortslage an der Spree ab. Spreewitz ist ein Straßenangerdorf mit einer Block- und Streifenangerflur. Die Flur ist mit 1520 Hektar (1895) mittelgroß.

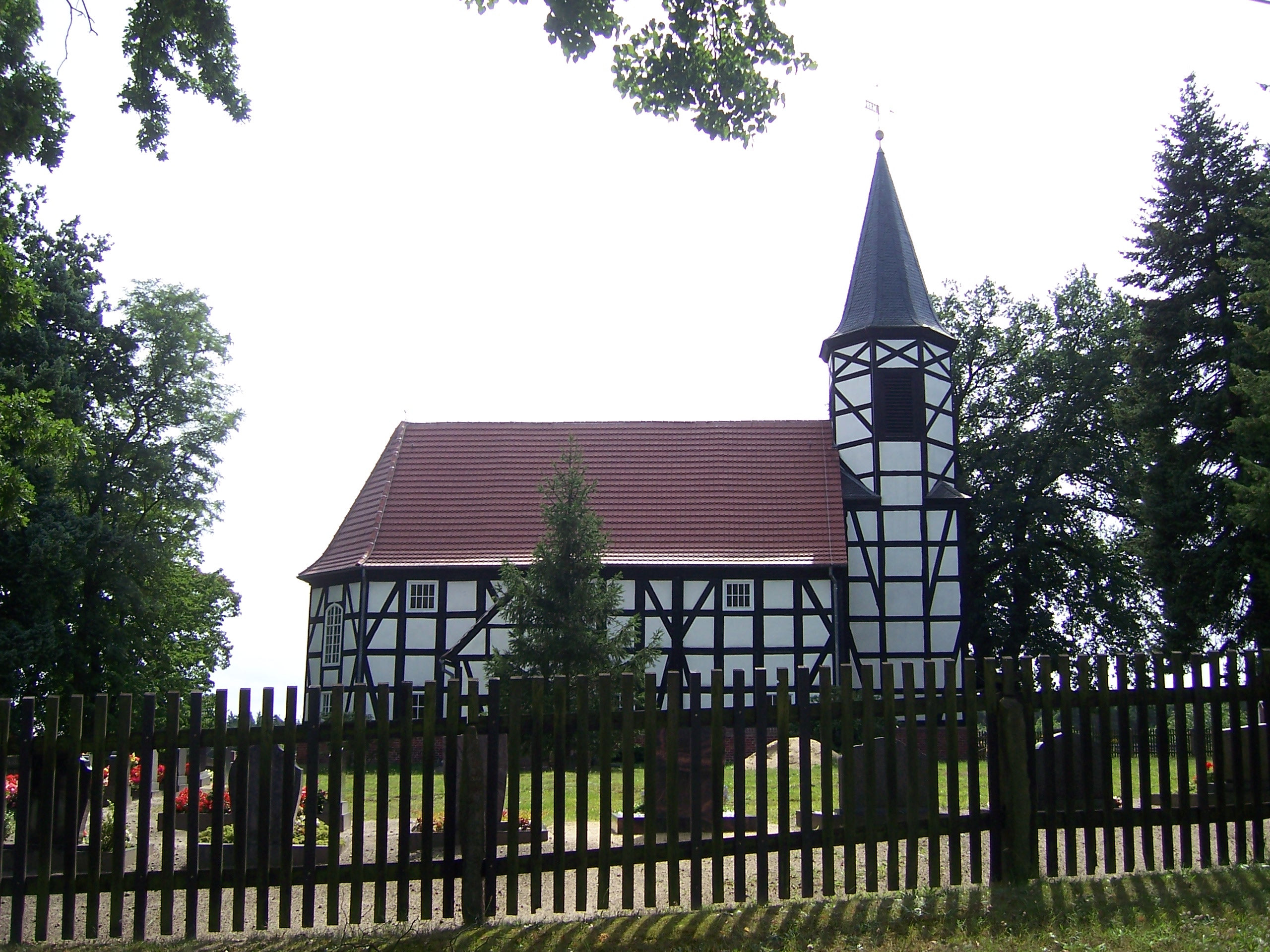
Die Fachwerkkirche ist das weithin sichtbare Wahrzeichen von Spreewitz

In der frentzelschen Chronik der Stadt und Herrschaft Hoyerswerda aus dem Jahr 1744 wird erwähnt, dass im Jahr 1681 ein Kirchbuch angefangen und 1688 die Spreewitzer Kirche neu erbaut wird.
Nachdem Sachsen in den napoleonischen Kriegen auf Seiten Frankreichs kämpft, muss 1815 nach dem Wiener Kongress ein Großteil der Landesfläche an Preußen abgetreten werden, darunter die Niederlausitz und der größere Teil der Oberlausitz. Infolgedessen wird Spreewitz dem preußisch-brandenburgischen Landkreis Spremberg (Lausitz) eingegliedert. Durch Bildung des Landkreises Hoyerswerda aus dessen südlichem Teil wird Spreewitz 1825 für die nächsten 120 Jahre in der preußischen Provinz Schlesien verwaltet.

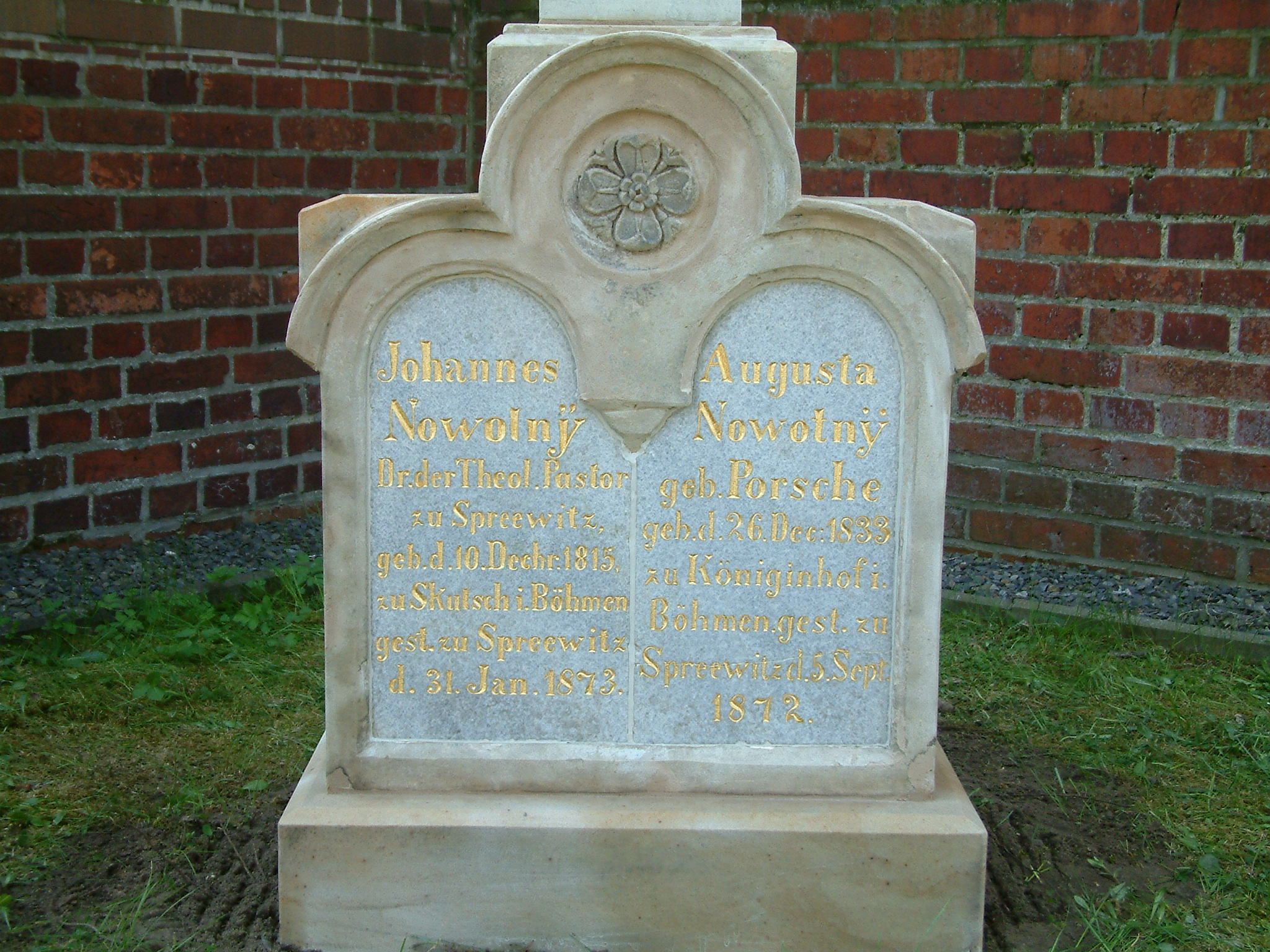
Der in den Jahren 2010 und 2011 restaurierte Grabstein des 1873/1872 verstorbenen Pfarrerehepaares Johannes und Augustina (Augusta) Nowotny (geb. Porsche) auf dem Spreewitzer Friedhof, siehe auch Geburtsort Skuteč

Anfang des 20. Jahrhunderts wird in Ortsnähe Kohle gefunden. Bereits 1908 wird im südwestlich liegenden Tagebau die erste Kohle gefördert.

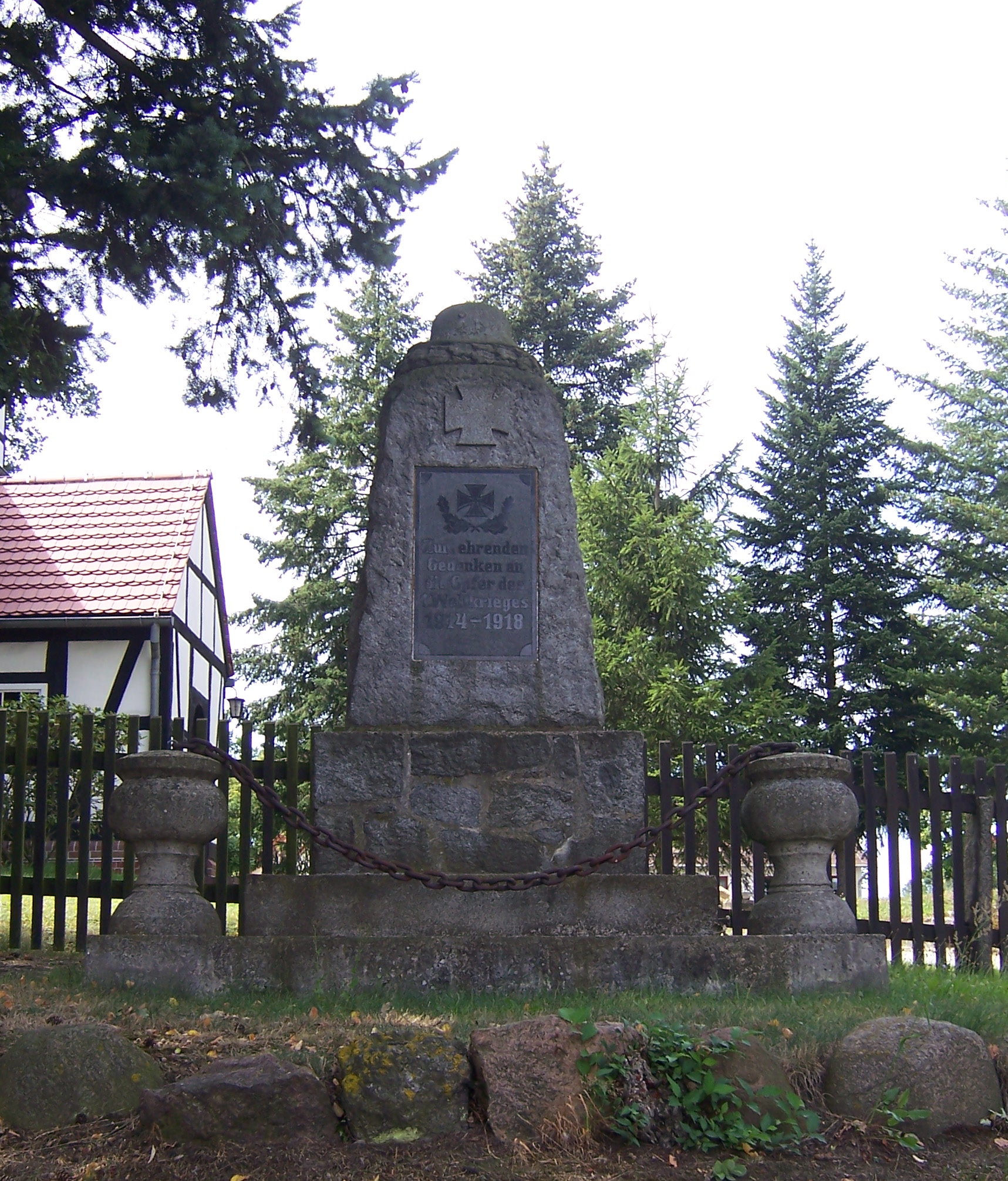
Denkmal zum ehrenden Gedenken an die Opfer des Ersten Weltkrieges

Im Ersten Weltkrieg hat die Kirchgemeinde 59 Gefallene zu beklagen. In der Zwischenkriegszeit wächst der Ort und die nördlich gelegene Gemeinde Zerre, von 1936 bis 1947 durch eine nationalsozialistische Germanisierungspolitik in Spreetal umbenannt, wird 1938 eingemeindet.
Im Zweiten Weltkrieg sind nicht nur menschliche Opfer zu beklagen. Nachdem mit dem Sturm auf Berlin und der Überquerung der Lausitzer Neiße am 16. April 1945 die letzte Schlacht in der Lausitz beginnt, steht die Front zwei Tage später bereits an der Spree. Aus dem südöstlich gelegenen Neustadt rücken Truppen heran und in der Nacht zum 19. April verlassen die Bewohner das Dorf. Als sie acht Tage später wiederkommen, finden sie ein geplündertes Dorf vor, dessen Kirche schwer beschädigt und deren Pfarrer tot ist.
Der neue Pfarrer aus Friedersdorf bei Lohsa ist um einen Wiederaufbau der Fachwerkkirche von 1688 bemüht. Die im Krieg zwangsweise abgegebene Glocke kann aus Hamburg wiederbeschafft werden.
In der Zeit der DDR wirken sich vor allem die umliegenden Tagebaue sowie das nahe gelegene Gaskombinat Schwarze Pumpe und das Kraftwerk Trattendorf auf die weitere Ortsentwicklung aus. Während bis zu 80 % der Bevölkerung im Energiesektor arbeiten, ist gleichzeitig eine erhöhte Umweltbelastung zu beklagen.
Als in der Wendezeit die Frage nach der Länderzugehörigkeit des Kreises Hoyerswerda in einer Bürgerumfrage geklärt werden soll, entscheidet sich der Großteil für Sachsen. In Spreewitz ist der Stimmanteil für Brandenburg mit 33,3 % kreisweit am höchsten.
Die Gemeinden des Verwaltungsverbandes Burgneudorf (Burghammer, Neustadt und Spreewitz) schließen sich am 1. Januar 1996 zur Gemeinde Spreetal zusammen.

### Bevölkerungsentwicklung
| Jahr                        | Einwohner |
| --------------------------- | --------- |
| 1825                        | 201       |
| 1871                        | 303       |
| 1905                        | 307       |
| 1925                        | 352       |
| 1939                        | 1003      |
| 1946                        | 951       |
| 1950                        | 934       |
| 1964                        | 1029      |
| 1990                        | 654       |
| 1995                        | 610       |
| 2008                        | 318       |
| kursiv: Spreewitz mit Zerre |           |

Das Urbarium der Standesherrschaft Hoyerswerda nennt für das Jahr 1568 in Spreewitz 18 besessene Mann und zwei Häusler. Zwei Jahrhunderte später werden 24 besessene Mann und sechs Häusler genannt. Bemerkenswert an dieser Angabe aus dem Jahr 1777 ist, dass zwar beide Zahlen größer geworden sind, es aber keine Kleinbauern (Gärtner) gibt.
Im 19. Jahrhundert steigt die Bevölkerungszahl von etwa 200 zu Anfang des Jahrhunderts auf über 300 stark an. Trotzdem findet Muka für seine Statistik der Sorben in der ersten Hälfte der 1880er Jahre eine nahezu gänzlich sorbische Bevölkerung vor – nur vier der 329 Einwohner sind Deutsche.
In der Zeit zwischen den beiden Weltkriegen wächst die Einwohnerzahl auf 352 im Jahr 1925. Zerre hat zu dieser Zeit 333 Einwohner. Durch die zunehmende Industrialisierung und den Braunkohleabbau wächst die Zahl weiter und überschreitet 1939 – nach der Eingemeindung Zerres und vor Ausbruch des Zweiten Weltkriegs – die Marke von 1000 Einwohnern. Diese Marke fällt im Krieg wieder, wird jedoch zwei Jahrzehnte später wieder erreicht. Bedingt durch den Strukturwandel sinkt der sorbischsprachige Bevölkerungsanteil bis 1956 auf nur noch 38,8 %.
In den neunziger Jahren fällt die Einwohnerzahl durch Abwanderung von Arbeitssuchenden. Kompensiert wird dieser Verlust teilweise durch neue Eigenheimbesitzer, die aus Mietwohnungen der nahe gelegenen Städte kommen.

## Verkehr
Der Bahnhof Spreewitz befindet sich an der Bahnstrecke Knappenrode–Sornoer Buden, die ausschließlich dem Güterverkehr dient. Bis 1995 bestand zudem eine direkte Verbindung zwischen dem Bahnhof Spreewitz und der Abzweigstelle Spreewitz Nord an der Bahnstrecke Spreewitz–Graustein.

## Bauwerke
Im Bahnhof der Werksbahn befindet sich bei (51° 30′ 31″ N, 14° 23′ 25″ O) ein als freistehende Stahlfachwerkkonstruktion ausgeführter Funkturm, welcher ursprünglich als Flutlichtturm zur Ausleuchtung des Bahnhofgeländes diente, unter dessen Beinen die Gleise der elektrisch betriebenen Werksbahn hindurchführen.